# Villars-Burquin
Villars-Burquin is een plaats en voormalige gemeente in het Zwitserse kanton Vaud en maakt deel uit van het district Jura-Nord vaudois.
Villars-Burquin telde 571 inwoners op 31 december 2010.

## Geschiedenis
Op 1 juli 2011 is het met de gemeenten Fontanezier, Romairon en Vaugondry samengevoegd tot de gemeente Tévenon. Het gemeentehuis van de fusiegemeente bevindt zich in Villars-Burquin.

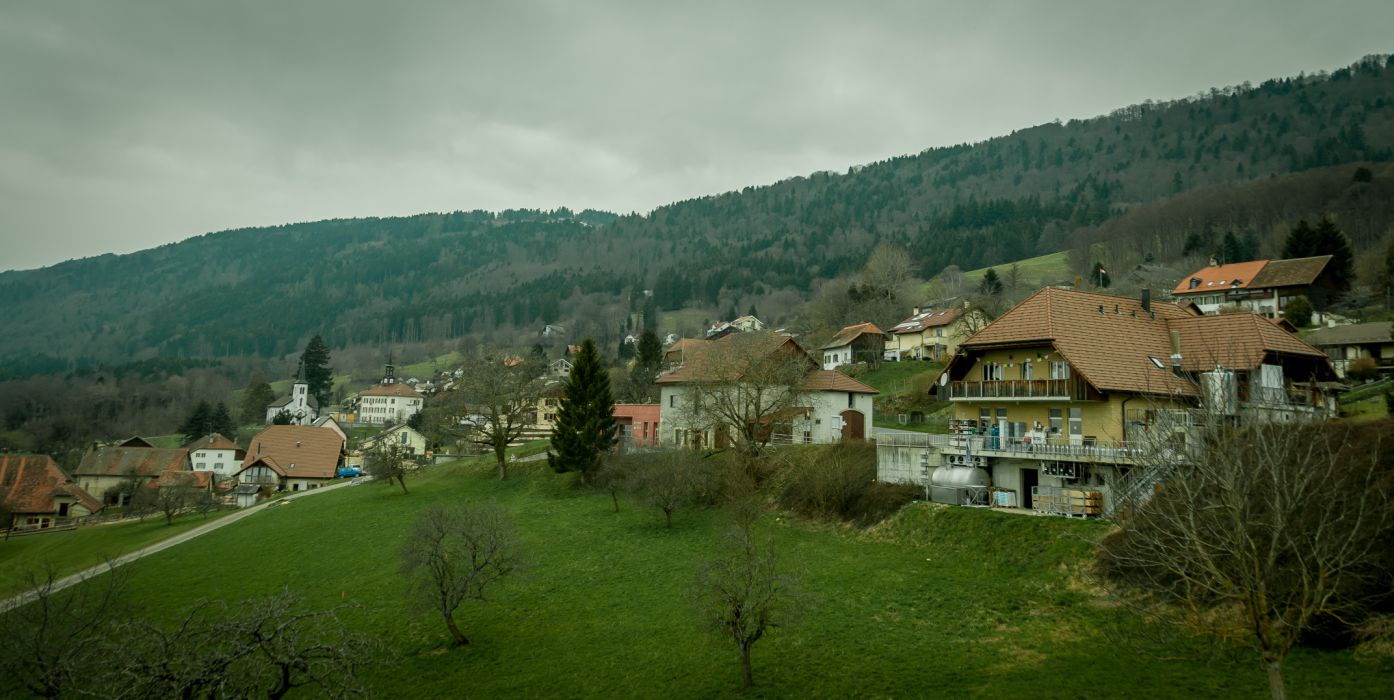
Villars-Burquin